# Taça de Portugal de 1992–93
A Taça de Portugal de 1992/1993 foi a 53ª edição da Taça de Portugal. O Benfica venceu esta edição derrotando o Boavista por 5 a 2 na final.